# 布桑·克比纳希皮
布桑·科伦·克比纳希皮（2004年2月13日—），博茨瓦纳男子田径运动员，2023年非洲运动会男子4×400米接力和混合4×400米接力银牌得主、2024年夏季奥林匹克运动会男子4×400米接力银牌得主。